# Варварівська загальноосвітня школа
Варварівська загальноосвітня школа І-ІІІ ступенів — україномовний навчальний заклад І-III ступенів акредитації у селі Варварівка, Юр'ївського району Дніпропетровської області.

## Загальні дані
Варварівська загальноосвітня школа І-III ступенів розташована за адресою: вул. Артамонова, 16, село Варварівка (Юр'ївський район) — 51325, Україна.
Директор закладу — Сусой Жанна Анатоліївна, закінчила Полтавський педагогічний інститут ім. В.Г.Короленка, фізико-математичний факультет за спеціальністю "вчитель математики та фізики". Педагогічний стаж - 17 років, має кваліфікаційну категорію "спеціаліст вищої категорії" та педагогічне звання "викладач-методист". 
Мова викладання — українська.
Профільна направленість: Надання повної загальної середньої освіти. 
Колектив школи нагороджено Дипломом управління освіти та науки Дніпропетровської обласної державної адміністрації за участь у третьому етапі огляду конкурсу області на найкращий сільський загальноосвітній навчальний заклад. На педагогічному ярмарку здобутки вчителів одержано 13 дипломів у 2008 р. Досвід роботи вчителя зарубіжної літератури та російської мови занесено до обласного каталогу «Освітянська спадщина Придніпров'я».

## Історія
Школа була побудована на кошти місцевого колгоспу «Перемога» і відкрита у 1972 році, функціонує як середня з 1973 року, яка покликана навчати та виховувати молоде покоління, забезпечувати умови для здобуття освіти. 
Родзинкою Варварівської середньої загальноосвітньої школи є картинна галерея побудована зусиллями вчителів та учнів і заснована директором школи Андрунасом Юріем Олександровичем в 1989 році. Галерея створювалася для того, щоб діти, зростаючи серед прекрасного розуміли мистецтво, розвивалися духовно, розширювали свій кругозір. З її виникненням урізноманітнився навчальний і виховний процес школи.
Експозиція галереї складається з 56 картин та 23 скульптур. Тут зібрані тільки оригінальні роботи художників міст Дніпропетровська, Кам'янське, Павлограда, Санкт-Петербурга, скульптури Заслуженого художника України Чеканова Костянтина Івановича та відомого Дніпропетровського скульптора Куценка Петра Євлампійовича. Скульптор увіковічив у своїх скульптурах видатних людей села.
В роботах петербурзького художника В. Шабури зображене наше село в часи розбудови незалежної української держави. Галерея формувалась на основі подарунків від її засновників та будівельників, колективів та керівників підприємств нашого села, випускників школи та гостей, що в ній побували.

## Сьогодення
Учні школи є призерами та переможцями районних предметних олімпіад, районних конкурсів «Моє Придніпров’я», «Собори наших душ», «Найкращий читач», районного конкурсу творчих робіт «Різдвяні розваги», конкурсу юних піаністів, учасниками Всеукраїнських учнівських олімпіад обласного та державного рівня, Міжнародного конкурсу з української мови ім. П. Яцика, переможцями конкурсу захисту науково-дослідних робіт членів Малої академії наук України. За 39 років школу закінчило 74 золотих та срібних медалістів. Атестати отримали понад 1250 випускників.

## Джерело-посилання
- Офіційний сайт школи [Архівовано 29 серпня 2013 у Wayback Machine.]